# Cilicaeopsis floccosa
Cilicaeopsis floccosa är en kräftdjursart som beskrevs av Seed 1973. Cilicaeopsis floccosa ingår i släktet Cilicaeopsis och familjen klotkräftor. Inga underarter finns listade i Catalogue of Life.